# ویدا حاجبی
ویدا حاجبی تبریزی (زاده ۱۳۱۴ – درگذشته ۱۳۹۵) از چریک‌های به‌نام ایرانی بود که از کوبا و ونزوئلا تا لیبی آموزش‌های چریکی دیده بود. وی سال‌های ۱۳۵۱ تا ۱۳۵۷ را در زندان سپری کرد. حاجبی در سال ۱۳۵۶ از سوی سازمان عفو بین‌الملل به عنوان «زندانی سال» شناخته شد. وی از با نفوذترین زنان مارکسیست در جهان بود که با فیدل کاسترو هم روابط نزدیکی داشت و حتی در هاوانا با او دیدار کرد. حاجبی  در اواخر عمر در یک مصاحبه ی تلویزیونی در بی بی سی فارسی به شرح سرگذشت زندگی اش پرداخت.

## زندگی
ویدا حاجبی تبریزی در سال ۱۳۱۴ در تهران چشم به جهان گشود. وی در سال ۱۳۳۵ تحصیلات آکادمیک خود را در مدرسه عالی معماری پاریس به پایان رساند. در این مدرسه او همکلاسی فرح پهلوی بود.

ویدا حاجبی و فرزندش رامین در شب معرفی جلد اول کتاب داد بی‌داد٬ مارس ۲۰۱۰

در اردیبهشت ۱۳۹۴ ویدا حاجبی تنها فرزندش رامین را (در سن ۵۴ سالگی) بر اثر بیماری مزمن از دست داد. این اتفاق تأثیر شدیدی در زندگی او گذاشت. آنچنان که عنوان اصلی وب سایت شخصی اش با این عبارت آغاز می‌شد: «با یاد پسرم، روشنایی زندگیم. خاموشی‌اش تاریکترین اندوه روزگارم…»
ویدا حاجبی در ۱۳ مارس ۲۰۱۷ در هشتاد و یک سالگی در پاریس بر اثر سکته قلبی درگذشت.

## فعالیت سیاسی
ویدا حاجبی با آشنایی با اندیشه‌های جنبش چریکی در آمریکای جنوبی در سال‌های ۱۳۴۰ جذب اندیشه‌های آنها شد. او فعالیت‌های سیاسی را در جنبش چریکی آمریکای لاتین در ونزوئلا آغاز کرد. بعدها به کوبا و الجزایر رفت و در فعالیت‌های چریک‌های چپ گرا در این کشورها شرکت داشت. در ایران او در سازمان چریک‌های فدایی خلق ایران به فعالیت پرداخت. وی از سال ۱۳۵۱ تا ۱۳۵۷ به مدت ۶ سال زندانی بود. او از نخستین زنان زندانی سیاسی در ایران بود.به تازگی فیلمی مستند از وی منتشر شده که علی رغم ادعای گروههای چپ مارکسیستی مبنی بر فلج شدن وی در زندانهای ساواک،اورا در حال قدم رو با سرعت قابل توجه در زمان تنفس در محوطه‌ زندان نشان میدهد،در طول فیلم وی بسیار عصبی بوده و مرتب سعی در پنهان کردن چهره خویش دارد و وقتی گزارشگر به وی نزدیک شده و از حال وی و اینکه آیا او فلج شده پرسش میکند،وی اظهار سلامت کامل کرده و این ادعاها را مزخرف مینامد و خنده ای عصبی میکند.
پس از انقلاب ۱۳۵۷ ایران، در سال ۱۳۵۸ از سازمان چریک‌های فدایی خلق ایران جدا شد و گروهی به نام «جناح چپ» را با همکاری ناصر مهاجر پایه‌گذاری کرد.

## آثار
او پس از خروج از ایران به مدت ده سال در پاریس مجله «آغازی نو» را به همراه تعدادی از دوستانش منتشر می‌کرد. مهمترین اثر او داد بیداد است که به گردآوری خاطرات ۳۷ زن زندانی سیاسی در زندان ساواک می‌پردازد. این کتاب برنده جوایزی همچون جایزه صدیقه دولت‌آبادی شده است. او نقدی بر مستند «از تهران تا قاهره» نگاشته است. دیگر کتاب او «یادها» منتشر شده در سال ۱۳۸۹ است که در آن با بیان خاطرات سیاسی به بازنگری در فعالیت‌های سیاسی می‌پردازد.

### تألیف
- داد بیداد نخستین زندانی زن سیاسی ۱۳۵۰–۱۳۵۷، انتشارات بازتاب نگار[۱۵]
- یادها، انتشارات کُلن[۲]
- پری در خاطره دوستانش، انتشارات بی نا، پاریس، ۱۳۸۳[۱۶]

### ترجمه
- مارکس هنگام فروریزی کمونیسم. انتشارات بازتاب نگار ۱۳۸۵[۱۵]